# Helmut Baumann
 Helmut Baumann (n. 1937 ) es un botánico alemán, que obtuvo su doctorado en la Universidad de Ginebra en 1965.

## Algunas publicaciones

### Libros
- helmut Baumann, siegfried Künkele, richard Lorenz. 2007. Guía de orquídeas de Europa: Groenlandia, Azores, Norte de África y Oriente Medio. Editor Omega, 333 pp. ISBN 8428214409

- -------------------------, ---------------------------, -----------------------, m.j. Vázquez. 2007. Guía de orquídeas de Europa Groenlandia, Azores, Norte de África y Oriente Medio, Barcelona, Ed. Omega

- -------------------------, ---------------------------, -----------------------. 2006. Orchideen Europas mit angrenzenden gebieten. Stuttgart, Eugen Ulmer, 2006

- -------------------------, t. Müller. 2003. Farbatlas Geschützte und gefährdete Pflanzen. Sonderausgabe. Ed. Ulmer. Eugen. 316 pp. ISBN 3-8001-3533-7

- b. Baumann, h. Baumann, s. Baumann-Schleihauf. 2001. Die Kräuterbuchhandschrift des Leonhart Fuchs. Ed. Ulmer. Eugen. 504 pp. ISBN 3-8001-3538-8

- helmut Baumann, j. Griese, a. Kleinsteuber. 1998. Die Farn- und Blütenpflanzen Baden-Württembergs, 8 vols. Vol. 8: Spezieller Teil (Spermatophyta, Unterklassen Commelinidae, Arecidae, Liliidae). Ed. Ulmer. Eugen. 540 pp. ISBN 3-8001-3359-8

- -------------------------. 1982. European Wild Orchids/Die wildwachsenden Orchideen Europas. Ed. Franckh'sche. 432 pp. ISBN 3440050688

- -------------------------, ermbrecht frentzel-Beyme. 1979. Helmut Baumann: 1894 - 1978. Ölbilder u. Zeichnungen; Stadthalle Göppingen 1. Editor Kulturamt, 28 pp.

- La abreviatura «H.Baumann» se emplea para indicar a Helmut Baumann como autoridad en la descripción y clasificación científica de los vegetales.[2]

Se poseen 406 registros IPNI de sus identificaciones y clasificaciones de nuevas especies.